# Haemaphysalis dangi
Haemaphysalis dangi este o specie de căpușe din genul Haemaphysalis, familia Ixodidae, descrisă de Phan Trong în anul 1977. Conform Catalogue of Life specia Haemaphysalis dangi nu are subspecii cunoscute.